# Funenpark

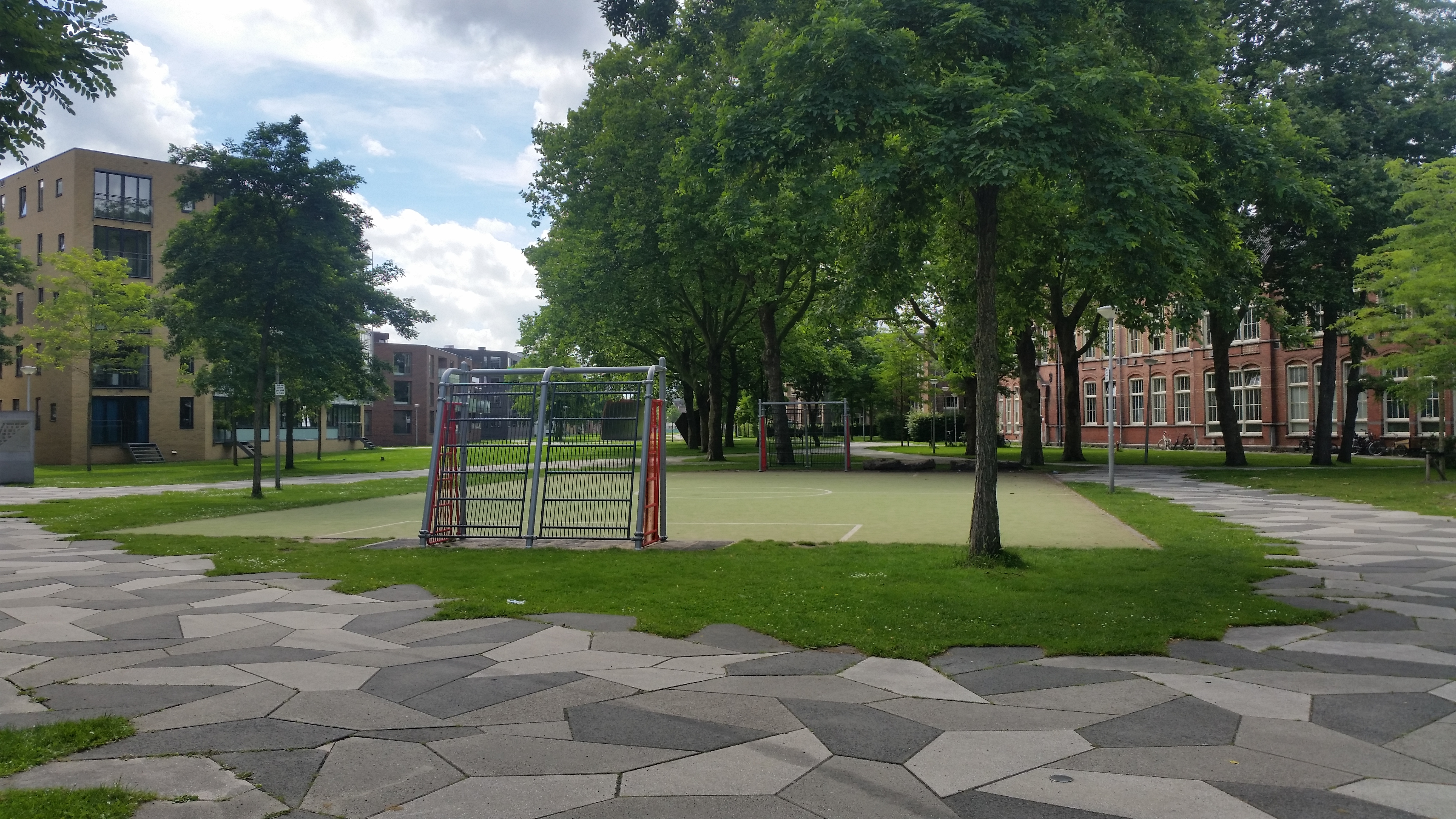
Parkgedeelte (juli 2020)

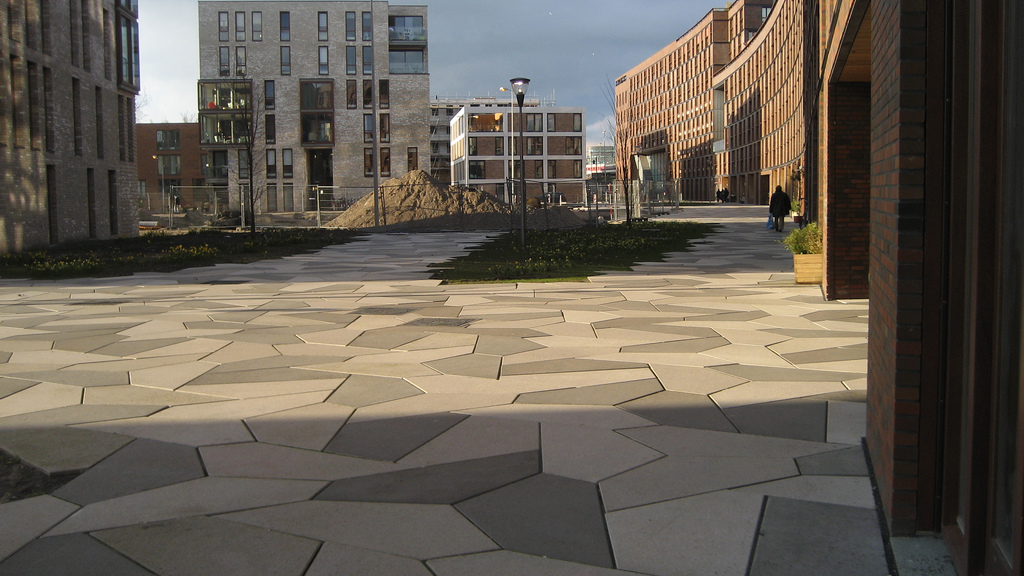
Woongedeelte (2008)

Funenpark is een straat  in Amsterdam-Centrum. De straat ligt in de wijk Het Funen, dat in de volksmond eveneens Funenpark wordt genoemd.  Funenpark (geen park) hoort bij de Oostelijke Eilanden in Amsterdam en  in 2003 vernoemd naar het Deense eiland Funen. In de buurt ligt ook de Funenkade. Anders dan de naam doet vermoeden is het geen park. 

## Geschiedenis
Tot in de 19e eeuw lag hier het bolwerk Zeeburg. Daarna was er tot eind jaren zeventig van de twintigste eeuw een overslagterrein gevestigd van Van Gend & Loos. Na een lange periode van leegstand en verloedering werden begin 21e eeuw 551 woningen gebouwd in het gebied, toen omgedoopt tot Funenpark. Alvorens te gaan herinrichten werd archeologisch onderzoek verricht waarbij de muurresten van het bolwerk werden teruggevonden. Die restanten werden daarop permanent zichtbaar gemaakt als onderdeel van de beeldengroep Tussentijd.
De enigszins driehoekige wijk ligt tussen het Lozingskanaal (zuiden), het voetpad, dat het park van noord naar zuid doorsnijdt (westen) en Keerwal (oosten). Die laatste ligt op de plaats waar ooit de oostelijke keerwal van Amsterdam lag, maar sinds 2003 de straatnaam langs het spoortraject Station Amsterdam Centraal en Station Amsterdam Muiderpoort. De straat en het park vormen het grootste deel van de wijk. Zij worden begrensd door de bebouwing aan de Cruquiuskade (zuiden); bebouwing aan de Kraijenhoffstraat (westen) en bebouwing aan Keerwal (oosten). Straat en park zijn alleen voor voetgangers. Straat en park hebben uitgangen aan alle straten rondom het park. Al vrij snel werd een deel van het park afgesnoept voor de aanleg van een speelplaats voor aanpalende scholen.

## Gebouwen
Het stedenbouwkundig plan is van de hand van oud rijksbouwmeester Frits van Dongen. In het park staan zestien woonblokken, elk met een ander ontwerp en ontwerper. In het Funenpark zijn voor verschillende doelgroepen, studenten, gezinnen en ouderen, woningen verrezen van sociale woningbouw tot en met koopwoningen in het duurdere segment.
| Nieuwbouwproject Het Funen | Nieuwbouwproject Het Funen |
| -------------------------- | --- |
| Aantal woningen            | 551 (304 appartementen; 247 stadswoningen) |
| Commerciële ruimte         | 3000 m² |
| Stedenbouwkundig plan      | Frits van Dongen |
| Architecten                | de Architecten Cie, de Architectengroep, Claus en Kaan Architecten Amsterdam, DKV Architecten bv, Geurts & Schultze, KuiperCompagnons, Lafour en Wijk, Van Sambeek & Van Veen, NL Architects, Dick van Gameren Architecten |

### Prijzen
Na een publieke stemming heeft het laatst opgeleverde woonblok Verdana in 2011 de Amsterdamse Nieuwbouwprijs gewonnen, nadat in voorgaande jaren al enkele woonblokken op het Funenpark waren genomineerd. Opmerkelijk is dat de keus van de Amsterdammers nogal afwijkt van de waardering door deskundigen: Verdana werd niet representatief gevonden voor de woningbouw anno 2010, terwijl de eerdere nominaties op meer waardering konden rekenen. In 2011 is Het Funen tevens tot winnaar uitgeroepen van de Gouden Piramide, de Rijksprijs voor inspirerend opdrachtgeverschap.

## Kunst
In het Funenpark zijn vijf artistieke kunstwerken te vinden:
- alle bestrating is uitgevoerd in vijfhoekige tegels in allerlei vormen, maten en grijstinten
- Tussentijd van Gabriel Lester in de paden strook; die verwijzen naar de historie
- twee gelijkende objecten, die tussen de woningen liggen
- een tegel onderdeel van de serie Bolwerken Amsterdam, waarop een weergave van het bolwerk
- Duik in de verbeelding, net buiten het park aan de gevel van de Frans de Wollantstraat.

## Afbeeldingen

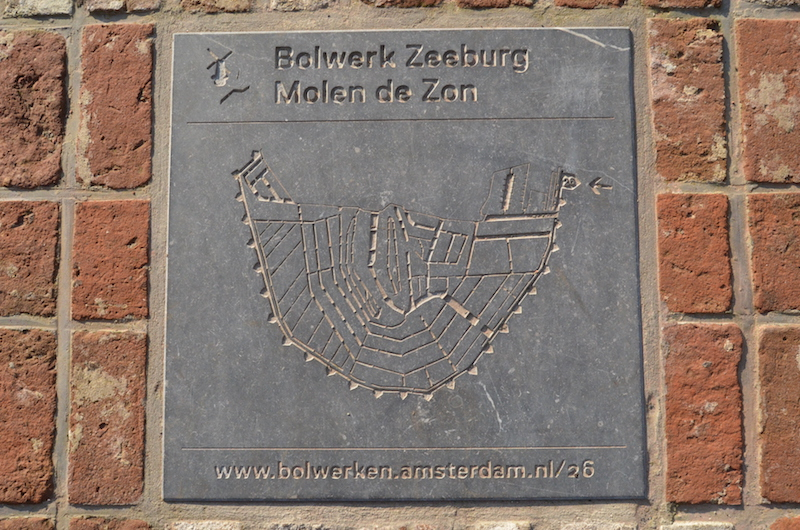
Plaquette bij de funderingsresten van het Bolwerk Zeeburg met overzicht van de 26 bolwerken van Amsterdam. Foto: Erik Swierstra.
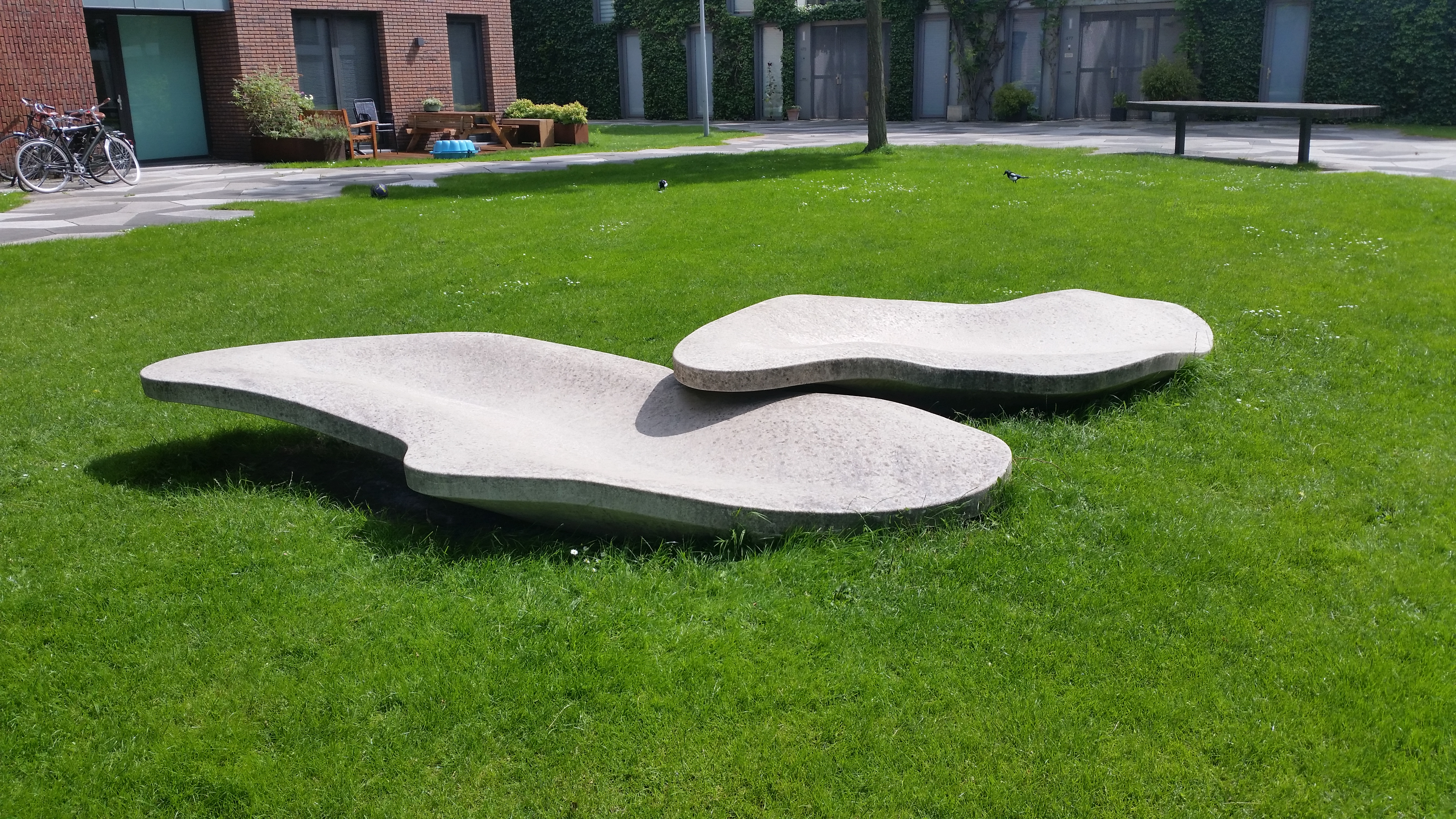
Een kunstobject (juli 2020)
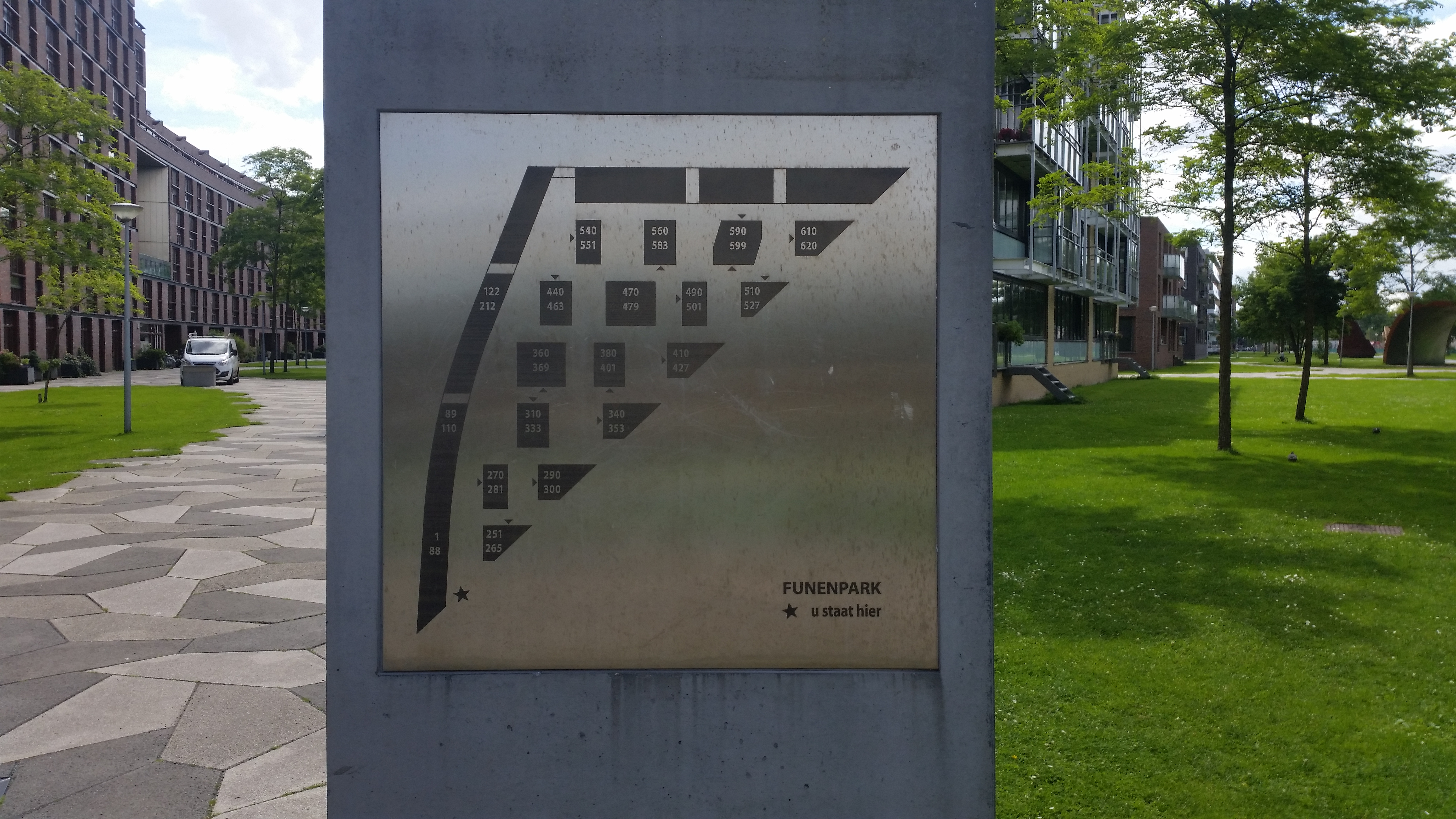
Adreswijzer Funenpark (juli 2020)
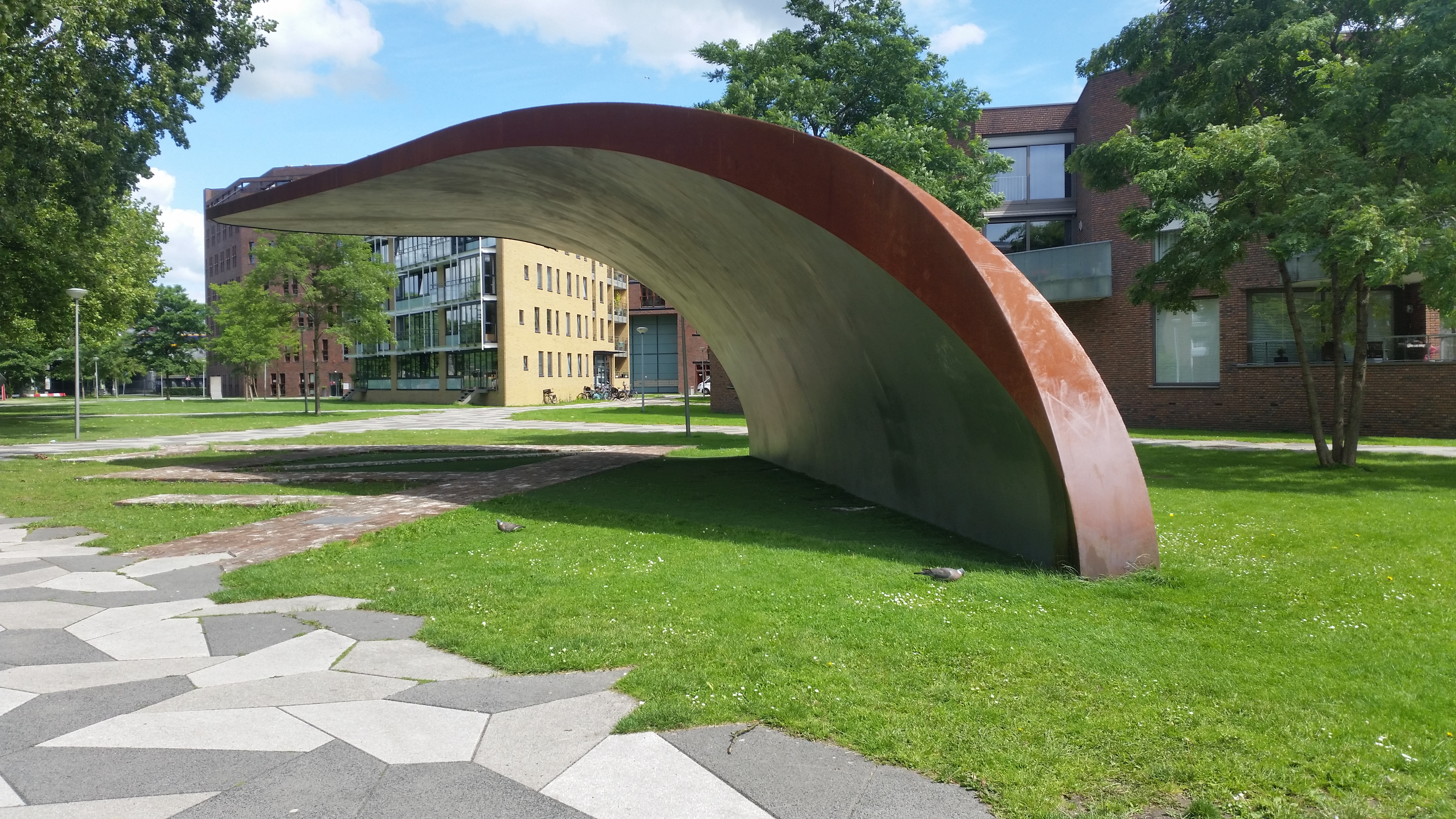
Een deel van Tussentijd met daaronder de restanten van het bolwerk (juli 2020)

 Abberdaan · Admiralenbuurt · Amstel III · Amsteldorp · Amstelkwartier · Andreas Ensemble · Apollobuurt · ArenAPoort · Bajeskwartier · Banne Buiksloot · Bedrijventerrein Sloterdijk · Bellamybuurt · Betondorp · Bijlmer · Binnenstad · Bloemenbuurt · Borgerbuurt · Borneo · Bos en Lommer · Buiksloot · Buiksloterham · Buikslotermeer · Buiteneiland · Buitenveldert · Bullewijk · Burgwallen Oude Zijde · Burgwallen Nieuwe Zijde · Centrum Amsterdam Noord · Centrumeiland · Chassébuurt · Chinatown · Cremerbuurt (Amsterdam) · Cruquius · Czaar Peterbuurt · Da Costabuurt · Dapperbuurt · De Aker · De Baarsjes · De Bongerd · De Eendracht · De Heining · De Krommert · De 9 Straatjes · De Omval · De Pijp · Diamantbuurt · Driemond · Disteldorp · Dubbele Buurt · Duivelseiland · Duvelshoek · Elzenhagen · Erasmusparkbuurt · Floradorp · Frederik Hendrikbuurt · Funenpark · Gaasperdam · Gein · Geuzenveld · Gibraltarbuurt · Gouden Reael · Gulden Winckelbuurt · Grachtengordel · Haarlemmerbuurt · Hallenkwartier · Haven-Stad · Haveneiland · Havenstraatterrein · Helmersbuurt · Het Funen · Holendrecht · Hoofddorppleinbuurt · Houthaven · IJ-oevers · IJburg · IJdock · IJplein · Indische Buurt · Jan Maijenbuurt · Java-eiland · Jeruzalem · Jeugdland ·Jodenbuurt · Jordaan · Julianapark · Kadijken · Kadoelen · Kattenburg · Kinkerbuurt · KNSM-eiland · Kolenkitbuurt · Kop van Jut · Van der Kunbuurt · Laan van Spartaan · Landlust · Landstrekenbuurt · Lastage · Leidsebuurt · Lutkemeer · Marathonbuurt · Marineterrein · Marken · Marktkwartier · Medisch Centrum Slotervaart · Mercatorbuurt · Middelveldsche Akerpolder · Molenwijk · Museumkwartier · Nellestein · Nieuw Sloten · Amsterdam Nieuw-West · Nieuwe Pijp · Nieuwendam · Nieuwendammerdijk en Buiksloterdijk · Nieuwendammerham · Nieuwezijde · Nieuwmarkt · Noorderhof · Noordoever Sloterplas · Noordse Bos · Olympisch Kwartier · Omval · Ookmeer · Oostelijk Havengebied · Oostelijke Eilanden · Oostelijke Handelskade · Oostenburg · Oosterdokseiland · Oosterparkbuurt · Oostoever Sloterplas · Oostpoort · Oostzanerwerf · Osdorp · Oud Osdorp · Oud-Oost · Oud-West · Oud-Zuid · Oude Pijp · Oudezijde · Overamstel · Overhoeks · Overtoombuurt · Overtoomse Buurt · Overtoomse Veld · Park Haagseweg · Park de Meer · Plan van Gool · Plan West · Plan Zuid · Planciusbuurt · Plantagebuurt · Postjesbuurt · Prinses Irenebuurt · Rapenburg · Reigersbos · Riekerpolder · Rieteilanden · Rietlanden · Rivierenbuurt · Robert Scottbuurt · Roeterseiland · Ruigoord · Schinkel (bedrijventerrein) · Schinkelbuurt · Science Park · Sloten · Sloterdijk · Sloterdijk-Centrum · Slotermeer · Slotervaart · Sluisbuurt · Spaarndammerbuurt · Spieringhorn · Sporenburg · Sportheldenbuurt · Staatsliedenbuurt · Stadionbuurt · Steigereiland · Strandeiland · Teleport · Transvaalbuurt · Trompbuurt · Tuindorp Buiksloot · Tuindorp Buiksloterham · Tuindorp Nieuwendam · Tuindorp Oostzaan · Tuttifruttidorp · Van Tijenbuurt · Uilenburg · Universiteitskwartier · Valkenburg · Van der Kunbuurt · Van der Pekbuurt · Van Lennepbuurt · Venserpolder · Vlooienburg · Vogelbuurt · Vogeldorp · Vogeltjeswei · Volewijck · Vondelparkbuurt · Vrije Geer · Waalseiland · Watergraafsmeer · Waterlandpleinbuurt · Waterwijk · Weesp · Weesperbuurt · Weespertrekvaartbuurt · Weesperzijde · Westelijke Eilanden · Westelijke Tuinsteden · Westerdokseiland · Westerpark · Westpoort · Willemspark · Wittenburg · Zeeburg · Zeeburgereiland · Zeeheldenbuurt · Zuidas · Zuideramstel